# Кассандра Клэр
Касса́ндра Клэр (англ. Cassandra Clare; настоящее имя — Джу́дит Ру́мельт (англ. Judith Rumelt); род. 27 июля 1973[…], Тегеран[…]) — американская писательница. Наиболее известна как автор серии книг «Орудия смерти» и её приквела «Адские механизмы».

## Биография
Кассандра Клэр родилась в американской семье, проживавшей в Тегеране. Отец писательницы — известный американский учёный, специалист по корпоративной стратегии Ричард Румельт. Дед со стороны матери – продюсер фильмов ужасов Макс Розенберг. Ещё не достигнув возраста 10 лет, она успела побывать во Франции, Англии и Швейцарии. Кассандра окончила школу в Лос-Анджелесе. В старших классах она начала писать истории, преимущественно для развлечения одноклассников.
Со студенческих лет она жила в Лос-Анджелесе и Нью-Йорке, где подрабатывала в различных журналах и изданиях, включая крупнейший журнал о кино The Hollywood Reporter. Она начала работу над своим романом «Город костей» в 2004 году, вдохновлённая городским пейзажем Манхэттена.
Клэр дружит с писательницей Холли Блэк, вместе с которой написала некоторые рассказы и серию «Магистериум». Также писательницы не раз упоминали персонажей книг друг друга в своих произведениях.
В настоящий момент Кассандра Клэр живёт в Амхерсте, штат Массачусетс, вместе со своим мужем Джошуа Льюисом и тремя кошками.

## Творчество
До выхода в свет книги «Город костей», Клэр была известна своими фанфиками под схожим псевдонимом Cassandra Claire. Главные её работы — «Трилогия о Драко» (англ. The Draco Trilogy, по «Гарри Поттеру») и «Секретные дневники Братства Кольца» (англ. The Very Secret Diaries, по «Властелину колец»). Клэр считалась популярной личностью в фэндоме, её имя появлялось в нескольких газетных статьях. Например, «Трилогия о Драко» описывалась в газете The Times как «жемчужина такого высокого качества, которая приумножает ценность книг о Гарри Поттере», а The Telegraph назвала «Секретные дневники» «культовой классикой». Тем не менее время Клэр, как писателя фанфиков, подошло к концу, когда её обвинили в плагиате «Трилогии о Драко».
Клэр частично заимствовала свой псевдоним из произведения Джейн Остин «Прекрасная Кассандра», которым она воспользовалась при написании эпической поэмы в студенческие годы.

### Хроники сумеречных охотников

#### Основные книги в хронологическим порядке
- Серия «Адские механизмы» — события книги происходят в викторианском Лондоне и рассказывают о Тэссе Грэй, осиротевшем подростке, которая узнаёт, что обладает способностью менять обличье, и этот дар погружает её в мир, о существовании которого она никогда не подозревала.
  - «Механический ангел» (2010)
  - «Механический принц» (2011)
  - «Механическая принцесса» (2013)
- Серия «Последние часы» — сиквел к «Адским механизмам». Это чётвертая серия книг из Хроники сумеречных охотников, но хронологически только вторая. События книги происходят в эдвардианскую эру в Лондоне и в Париже в 1903-м году, примерно в то время когда викторианская эпоха переходит в эдвардианскую. Уилл Эрондейл является главой Института Лондона, где он проживает со своей женой Тэссой. Но теперь именно их дети, Джеймс и Люси, занимают центральную сцену, вместе с их парабатай, Мэттью Фэирчайлдом и Корделией Карстерс. 
  - «Золотая цепь»(3 марта 2020)
  - «Железная цепь» (2 марта 2021)
  - «Терновая цепь» (2023)
- Серия «Орудия смерти»
  - «Город костей» (2007)
  - «Город праха» (2008)
  - «Город стекла» (2009)
  - «Город падших ангелов» (2011)
  - «Город потерянных душ» (2012)
  - «Город Небесного огня (ч. 1 и ч. 2)» (2014)
- Серия «Тёмные искусства» — сиквел к "Орудиям смерти".  События книги происходят в Лос-Анджелесе в 2013 году, серия рассказывает об Эмме Карстерс, которая после потери родителей посвятила свою жизнь истреблению демонов, охотясь на людей, ответственных за смерть родителей.
  - «Леди Полночь» (2016)
  - «Лорд Теней» (2017)
  - «Королева воздуха и тьмы»(2018)
- Серия «Злые силы» (ещё не опубликована, ожидается примерно в 2024 году) — это запланированная трилогия. Хронологически пятая в серии, пока она назначена быть заключительной в серии Хроники сумеречных охотников. Название серии было взято из детского стишка Сумеречных Охотников: "А бронза, чтобы призвать злые силы (And bronze to summon wicked powers). Главными героями станут Кит Эрондейл, Тиберий Блэкторн и Друсилла Блэкторн. Серия будет происходить через 3-4 года после событий серии Тёмные искусства, или в 2015-м году. Таю и Киту будет примерно восемнадцать, Дрю около шестнадцати или семнадцати лет. Будучи заключительным выпуском серии, Кэсси планирует, что все персонажи, которые всё ещё находятся рядом, столкнутся с самой большой угрозой, персонажи из разных поколений Хроник сумеречных охотников объединятся в самой большой битве, и что произойдёт что-то, что изменит природу Сумеречных охотников и что они значат. Она также заявила, что «это положит конец Хронике сумеречных охотников. Мир Сумеречных охотников изменится навсегда»."

#### Сопутствующие книги
- Серия рассказов «Хроники Бейна» (2013-2014) (в соавторстве с Сарой Рис Бреннан и Морин Джонсон)
  - «Что на самом деле случилось в Перу»
  - «Королева-беглянка»
  - «Вампиры, булочки и Эдмунд Эрондейл»
  - «Полуночный наследник»
  - «Рассвет в отеле "Дюмор"»
  - «Спасение Рафаэля Сантьяго»
  - «Падение отеля "Дюмор"»
  - «Что подарить Сумеречному охотнику, у которого все есть (и с которым ты официально не встречаешься)»
  - «Последняя битва Нью-Йоркского Института»
  - «Заклятие истинной любви»
  - «Голосовая почта Магнуса Бейна»
- Серия рассказов «Хроники Академии сумеречных охотников» (2015) (в соавторстве с Морин Джонсон, Робин Вассерман и Сарой Рис Бреннан)
  - «Добро пожаловать в Академию Сумеречных охотников» (описание: После целых двух жизней, как примитивный и как вампир, Саймон Льюис никогда не думал, что станет Сумеречным Охотником, но сегодня он начинает свою тренировку в Академии Сумеречных Охотников. Саймон Льюис был многими личностями. Примитивным. Вампиром. Героем. Но Саймон не мог вспомнить ничего из этого. Его воспоминания о приключениях с Клэри, Изабель и остальными Сумеречными Охотниками Нью-Йорка были стерты демоном, и теперь Саймон хочет восстановить эту часть себя. Но вернет ли он когда-нибудь те части себя, что он потерял? Хочет ли он это?)
  - «Потерянный Эрондейл» (описание: Саймон узнал о самом худшей вещи, что может совершить Сумеречный Охотник: бросить своих товарищей во время битвы. В начале 19-го века, Тобайас Эрондейл бросил своих товарищей Сумеречных Охотников в разгаре битвы и оставил их погибать. Его приговорили к казни, но Тобайас, давно забывший кто он и откуда, так и не вернулся, и Клэйв забрал жизнь его жены взамен его. Саймон и его друзья-студенты были шокированы узнать об этой жестокости, особенно когда было раскрыто, что женщина была беременна. Но что, если ребёнок выжил... Может ли сегодня где-то в мире существовать потерянная линия Эрондейлов?)
  - «Дьявол из Уайтчепела» (описание: На этой неделе в Академии два приглашенных лектора, и - на удачу Саймону - они оба Эрондейлы. Когда Джейс проводит урок, маг Тэсса наносит визит чтобы поделиться настоящей историей об убийствах Джека Потрошителя. Джек Потрошитель терроризирует улицы Лондона, и только Сумеречные Охотники могут остановить его. Саймон узнает правду об убийствах Джека Потрошителя — "Джек" был остановлен Уиллом Эрондейлом, Его бывшим парабатай, и его Институт викторианских Сумеречных Охотников.)
  - «Среди призраков» (описание: Саймон является не первым студентом чувствующим себя не своей тарелке в Академии Сумеречных Охотников - наполовину маг и настоящий книжный червь Джеймс Эрондейл очевидно не вписывался но сравнению с другими студентами. Саймон узнает о проведенном времени Джеймса в Академии и понимает что это значит найти место где тебе предназначено. Тяжело быть Сумеречным Охотником когда ты обладаешь способностями демона. Саймон узнает о трудностях школьной жизни наполовину мага Джеймса Эрондейла, в этой прелюдии к серии "Последние Часы". Саймон подвергает сомнению методы Академии и делая это узнает историю Джеймса Эрондейла и Мэттью Фэирчайлда, и их не обычный путь дружбы и становления парабатай.)
  - «Зло, которое мы любим» (описание: Все зло где-то начинается, и Саймон Льюис узнает, как сформировался Круг под лидерством Валентина Моргенштерна. Академия Сумеречных Охотников только открылась вновь, как вдруг последовало разрушительное восстание Круга. Теперь факультет наконец может подтвердить то, что случилось, когда Валентин был студентом.)
  - «Принцы и пажи»  (описание: Как бывший вампир, Саймон всегда симпатизировал жителям Нижнего Мира. Но после того, как тренировочные упражнения прошло неудачно, он замечает толику предрассудков Сумеречных Охотников, когда он узнает о происхождении Хелен и Марка Блэкторна, ключевых персонажей в серии Темные Искусства. Благодаря своему прошлому, Саймон состоит в хороших отношениях с существами Нижнего Мира. А Клэйв - нет.Саймон встретился с существами из Нижнего Мира и получил выговор за нарушение правил студентов Академии о взаимодействии с Нижним Миром. История внутри истории: Эндрю Блэкторн, в то время как он был студентом в Академии, заводит роман с фэйри и у них рождаются двое детей: Марк и Хелен.)
  - «Горечь на языке»(описание: Когда миссия Академии идет не так как планировалось, Саймона похищают феи, он удивлен найти друга в бывшем Сумеречном Охотнике Марке Блэкторне. После того как Саймона похищают фэйри (почему его всегда похищают?), он раскрывает слухи об оружии, которое Себастьян оставил для Королевы. Он должен убежать из мира фей, положившись на его единственного союзника, бывшего Сумеречного Охотника и персонажа Темных Искусств, Марка Блэкторна.)
  - «Испытание огнём» (описание: Саймон и Клэри воссоединяются при наблюдении за церемонией парабатай и обсуждают свои собственные планы связаться. Саймон и Клэри являются свидетелями церемонии парабатай Эммы Карстэйрс и Джулиана Блэкторна... и обсуждают их собственные парабатай планы в этом прекурсоре к серии Темные Искусства. Эмма Карстэйрс и Джулиан Блэкторн становятся парабатай. Саймон и Клэри являются их свидетелями, так что они могут увидеть как выглядит связь парабатай, так как они хотят стать парабатай как только Саймон выпустится — и потому что Эмма попросила Клэри. Ритуал проходит не предсказуемо...)
  - «Тьма несчастья» (описание:  После того, как бросили малыша-мага на ступеньках Академии, Магнус спасает ребенка и приносит его к своему парню, Алеку. Саймон, как и остальные из Академии, удивлен, когда малыш-маг с темно-синей кожей найден на ступенях Академии. Они отдали ребенка приглашенному лектору, Магнусу Бейну, который должен принести ребенка домой.)
  - «Ангелы сходят дважды» (описание: Путешествие Саймона к становлению Сумеречным Охотником близится к концу, и его церемония Посвящения все ближе.)
- «Сумеречные охотники и Обитатели нижнего мира» (2013) (сборник эссе Холли Блэк, Мишель Ходкин, Кейт Милфорд и других авторов под редакцией Кассандры Клэр) 
  - "Неродные Места" от Кейт Милфорд
  - "Искусство Войны" от Сары Кросс
  - "Острее чем Ангельский клинок" от Дианы Питерфренд
  - "Когда законы были созданы быть нарушены" от Робин Вассерман
  - "Саймон Льюис: Еврей, Вампир, Герой" от Мишель Ходкин
  - "Почему лучший друг никогда не получает девушку" от Ками Гарсии
  - "Братская любовь" от Кендэйр Блэйк
  - "Прося друга" от Гвенды Бонд
  - "(Не) предназначена только для иллюстрации" от Рэйчел Кейн
  - "Важность существования Малека" от Сары Райан
  - "Злодеи, Валентин, и Невинность" от Скотт Трэйси
  - "Бессмертность и ее нерадости" от Келли Линк и Холли Блэк
  - "Что эта непослушная девка думает она делает? Или, Сумеречные Охотники сошли с ума" от Сары Риз Бреннан
- «Призраки Сумеречного Базара» - сборник новелл Кассандры Клэр, Морин Джонсон, Робин Вассерман, Сары Риз Бреннан и Келли Линк. 
  - книга 1 (2018 г.)
    - Сын рассвета (описание: Лайтвуды, Сумеречные Охотники, управляющие Институтом Нью-Йорка, ожидают нового прибавления к своей семье: осиротевшего сына друга их отца, Джейса Вэйланда. Алек и Изабель не слишком уверены, что хотят нового брата, а их родители не успокаивая их страхи, слишком заняты темными новостями, которые Рафаэль Сантьяго, второй командир клана вампиров Нью-Йорка, услышал на Сумеречном базаре.)
    - Отбрасывая длинные тени (описание: Мэттью Фэирчайлд является сыном консула и златовласым мальчиком Нефилимом. У него есть любовь его семьи и его парабатай Джеймса Эрондейла, и ему нечего желать, кроме азарта, артистизма и красоты, которые, кажется, не подходят образу жизни воина. Мэттью получает больше, чем рассчитывал на Сумеречном базаре, где он совершает величайший грех в своей жизни - что-то, чего он никогда не сможет сказать своему парабатай или кому-либо из почетных Сумеречных Охотников в его окружении.)
    - Всякая изящная вещица (описание: Анна Лайтвуд, старший ребёнок Габриэля и Сесили, сумасшедшая, плохая и опасно бодрая. Однако у каждого грабля есть история происхождения: теперь в глазах Брата Захарии мы видим, как разворачивается обреченная история любви Анны.)
    - Осознавая утрату (описание: В маленьком городке, потерянном до отчаяния, появляется скрытый под темным карнавалом базар. Фэйри и маги, которых мы знаем, сходятся, и судьба, которая однажды породит Эрондейла, решена.)
    - Любовь останется в живых (описание:  Прошло всего три года с того момента, как Тэсса Грэй потеряла своего любимого мужа Уильяма Эрондейла, и она ищет повод жить, пытаясь найти путь мага под руководством своей подруги Катарины Лосс. Вторая мировая война обрушивает разрушения на их мир, и Тэсса и Катарина становятся медсестрами, которые заключают сделки на Сумеречном базаре за чары, чтобы помочь страдающим примитивным. Но может ли Брат Захария вынести, что любимая женщина рискует своей жизнью, или он может подумать о нарушении священных обетов, чтобы спасти её от одиночества?)

  - книга 2 (2019г.)
    - Нечестивцы (описание: Селин Монтклэр отправляется на Сумеречный базар, чтобы сбежать. Она отправится куда угодно в Париже или по всему миру, чтобы избежать страданий, которые она испытывает от рук своей семьи. Она не ожидала встретить там Валентина Моргенштерна или заставить его пообещать ей свободу и сердце мужчины, которого она тайно любит. При одном условии, конечно. На Сумеречном базаре нет ничего бесплатного.)
    - Через кровь, через пламя (описание: Джем Карстэйрс и Тэсса Грэй наконец-то вместе, прождав более века, но они осознают, что темная угроза нависла над ребёнком Сумеречного базара: потерянным Эрондейлом из линии Эрондейлов, которые использовали базар, чтобы спрятаться от своих собратьев Нефилимов. Настало время отыскать потерянного Эрондейла. Джем и Тэсса должны найти его прежде, чем это сделают его враги.)
    - Земля, которую я потерял (описание: Алек Лайтвуд, партнёр Верховного Мага Бруклина и отец ребёнка мага, отправлен в Буэнос-Айрес, чтобы восстановить Сумеречных Охотников среди руин, оставшихся после Темной Войной. Когда он прибывает, его не приветствуют Сумеречные Охотники. Он полагает, что это из-за его компаньона Лили, главы клана вампиров Нью-Йорка, пока сирота Сумеречный Охотник не раскрыл ему темную тайну под занавесом Сумеречного базара.)
    - Потерянный мир (описание: Находясь в Схоломанте, Тай и Ливви тестируют границы призрачных способностей Ливви, а в то же время Джем и Тэсса готовятся к рождению их ребёнка. События истории происходят спустя шесть месяцев после книги "Королева Воздуха и Тьмы").
    - Навсегда падшие (описание: Джейс Эрондейл, который проник в наш мир из Туле, разрывается между его чувством ответственности перед Эшем, который с каждым днем становится все сильнее, и его желания отобрать жизнь которую потерял у Джейса нашего мира, силой, если это необходимо. Между тем, в мирной сельской местности Англии Кит Эрондейл изо всех сил пытается приспособиться к новой жизни и новой семье и забыть Тая.События истории происходят после книги "Королева Воздуха и Тьмы")
- Серия «Древние проклятия» (в соавторстве с Уэсли Чу)
  - «Красные свитки магии» (9 марта 2019 г.)
  - «Потерянная Белая Книга» (1 сентября 2020 г.)
  - «Чёрный том мёртвых» (2021 или 2022)
- «Кодекс Сумеречных охотников» (2013) (в соавторстве с Джошуа Льюисом) (описание: С 13 века Кодекс Сумеречного Охотника был одним и единственным учебником для Сумеречных Охотников, которые хотят освежить их язык демонов, выучить правильный способ использования стеле, и узнать что такое Пайксис. Упомянутый в сериях Орудия Смерти и Адские Механизмы, этот путеводитель необходим для любых молодых Сумеречных Охотников на их пути становления Сумеречным Охотником. В красиво иллюстрированном Кодексе есть изображения знаменитой родины Сумеречных Охотников - Идрисе, а также изображения демонов и других жителей Нижнего Мира. Но это не просто какая-то копия Кодекса Сумеречного Охотника. Это личная копия Клэри, и как художник, она нарисовала своих друзей и семьи в книге и набросала вспомогательные советы на полях. Конечно, она не могла остановить Джейса и Саймона, захотевших добавить и свои мысли тоже. Наполовину энциклопедия, история, и тренировочный путеводитель - законченный с комментариями от Сумеречных Охотников которые были свидетелями всего этого - этот красивый гид - совершенное дополнение к сериям бестселлерам номер один New York Times.)
- «Знаменитые Сумеречные охотники и жители Нижнего Мира: история на языке цветов» (2017) (описание: Вдохновленная викторианским языком цветов, этот том в твердой обложке представляет персонажей Хроники сумеречных охотников, в особенности: Орудий Смерти, Адских Механизмов, Темных Искусств, Хроники Академии сумеречных охотников, и Последних Часов, каждого с красиво иллюстрированным портретом и секцией с новыми деталями и заметками о персонажах.)

#### Другие серии книг
- Серия книг «Магистериум» (в соавторстве с Холли Блэк)
  - «Железное Испытание» (2014)
  - «Медная Перчатка» (2015)
  - «Бронзовый ключ» (2016)
  - «Серебряная маска» (2017)
  - «Золотая башня» (2018）
- Серия книг «Sword Catcher»
  - Sword Catcher (должен был быть выпущен весной 2021 года,  из-за пандемии релиз перенесен на 2022 год)
  - The Ragpicker King (должен был быть  выпущен в 2023 году,  из-за пандемии релиз перенесен на 2024 год)

### Короткие рассказы
- The Girl’s Guide to Defeating the Dark Lord // Turn the Other Chick / ed. Esther Friesner, Baen Books (2005)
- Charming // So Fey / ed. Steve Berman, Haworth Press (2007)
- Graffiti // Magic in the Mirrorstone / ed. Steve Berman, Mirrorstone Books (2008)
- Dear Aunt Charlotte, сборник A New Dawn: Your Favorite Authors on Stephenie Meyer’s Twilight Series (2008)
- I Never, сборник Geektastic: Stories from the Nerd Herd (2009)
- The Mirror House, сборник Vacations from Hell (2009)
- Другие мальчики / Other Boys, сборник Поцелуй вечности/The Eternal Kiss: 12 Vampire Tales of Blood and Desire (2009)
- Cold Hands, сборник ZVU: Zombies Versus Unicorns (2010)

### Фанфики
- The Draco Trilogy (по книгам серии «Гарри Поттер»)
  - «Draco Dormiens»
  - «Draco Sinister»
  - «Draco Veritas»
- The Very Secret Diaries (по книге «Властелин Колец»)